# Coupe d'Asie des vainqueurs de coupe de football 1990-1991
Navigation
Édition suivante
La Coupe d'Asie des vainqueurs de coupe 1990-1991 est la toute première édition de la Coupe d'Asie des vainqueurs de coupe, la nouvelle compétition mise en place par l'AFC. Elle oppose les vainqueurs des Coupes nationales des pays asiatiques lors de rencontres disputées en matchs aller-retour, à élimination directe. 
Cette saison voit le sacre du club iranien du Persepolis FC qui bat l'Al Muharraq Club de Bahreïn. C'est le premier succès en Coupe d'Asie pour le club.

## Résultats

### Premier tour
| Équipe 1                 | Résultat | Équipe 2             | Aller   | Retour |
| ------------------------ | -------- | -------------------- | ------- | ------ |
| Punjab Football Club     | 2 - 13   | Pirozi FC            | 2 - 4   | 0 - 9  |
| Al-Faisaly Club          | -        | Al-Qadisiya forfait  | -       | -      |
| Mohammedan SC            | -        | Renown SC forfait    | -       | -      |
| Krama Yudha Tiga Berlian | -        | Geylang United FC    | forfait |        |
| Mohun Bagan              |          | Dalian Shide         |         |        |
| Fanja Club               | 1 - 3    | Al-Arabi Sports Club | 1 - 3   | 0 - 0  |
| Al Muharraq Club         | 8 - 1    | Nejmeh SC            | 5 - 1   | 3 - 0  |

- Les clubs d'Al-Hilal FC, d'Al Shabab Dubaï et de Daewoo Royals sont exempts et entrent directement au deuxième tour.

### Deuxième tour
| Équipe 1                         | Résultat | Équipe 2              | Aller | Retour |
| -------------------------------- | -------- | --------------------- | ----- | ------ |
| Persepolis FC                    | -        | Daewoo Royals forfait | -     | -      |
| Al-Hilal FC                      | 9 - 1    | Mohammedan SC         | 7 - 0 | 2 - 1  |
| forfait Krama Yudha Tiga Berlian | -        | Dalian Shide forfait  | -     | -      |
| Al-Faisaly Club                  | 0 - 2    | Al Shabab Dubaï       | 0 - 1 | 0 - 1  |
| Al-Arabi Sports Club             | 1 - 4    | Al Muharraq Club      | 1 - 0 | 0 - 4  |

### Demi-finales
| Équipe 1         | Résultat | Équipe 2        | Aller | Retour |
| ---------------- | -------- | --------------- | ----- | ------ |
| Al-Hilal FC      | 0 - 1    | Persepolis FC   | 0 - 0 | 0 - 1  |
| Al Muharraq Club | 3 - 2    | Al Shabab Dubaï | 1 - 0 | 2 - 2  |

### Finale
| Équipe 1         | Résultat | Équipe 2      | Aller | Retour |
| ---------------- | -------- | ------------- | ----- | ------ |
| Al Muharraq Club | 0 - 1    | Persepolis FC | 0 - 0 | 0 - 1  |